# Dendrit (kristal)
Dendrit je kristal koji se pojavljuje kod nestabilne kristalizacije ili kod brzog hlađenja rastvora, a znači oblik kristala nalik krošnji stabla (jela) ili tvorevinu nalik grančici paprati. Grananje je pojava spore difuzije molekula.

## Nastanak kristalnog zrna
Kada se čisti metal ohladi ispod svoje kritične temperature topljenja,stvaraju se mnogobrojne klice međusobnim vezivanjem sporokrećućih atoma (centri kristalizacije). Centrom kristalizacije naziva se grupa atoma koji formiraju najmanju česticu faze sposobnu dalje da raste.
Pojava prelaza iz tekućeg u čvrsto stanje naziva se kristalizacija. Za razliku od amorfnih tijela, koja se postupno stvrdnjavaju tokom naglog hlađenja, metali kristaliziraju pri konstantnoj temperaturi, koja se naziva kritična temperatura fazne konverzije. Opšta teorija kristalizacije tečnosti dopušta mogućnost jakog pothlađenja rastvora, pri kojem broj klica i brzina rasta kristala postaju jednaki nuli, tako da se tečnost zgusne, pretvarajući se u staklasti materijal, tj. ne podleže kristalizaciji.
Oblik kristalnog zrna zavisi od stvarnih uslova kristalizacije: brzine i smera odvođenja toplote, postojanja nerastvorljivih čestica, stupnja podhlađenja, brzine pojave kristalizacije, strujanja rastvora itd. Da bi kristal imao pravilan oblik potrebno je lagano hlađenje, mali broj centara kristalizacije, neometan rast u svim pravcima itd. Kako se ovo veoma retko ostvaruje, kristal obično ima nepravilan oblik i ravni kristali rastu nejednakim brzinama. Odvođenje toplote pri hlađenju se odvija kroz čvrstu i tečnu fazu. Kako odvođenje toplote nije jednako u svim pravcima, rast kristala će biti brži na onim graničnim površinama koje imaju nižu temperaturu od temperature tečne faze. Na brzinu rasta kristala utiču i primese. Naime, one se mogu apsorbovati na površini određenih ravnina i usporiti njihov rast izazivajući nepravilan oblik kristala. Posledica svega ovoga je da se iz centra kristalizacije razvijaju u pravcima najbržeg rasta grane kristala. Iz njih se takođe razvijaju nove grane pod određenim uglom. Ovakav rast kristala naziva se dendritski, a kristali dendriti.

## Stvarni kristali
Kristal koji raste u optimalnim uslovima niskog prezasićenja i jednolikog dotoka čestica u svim smerovima trebao bi poprimiti ravnotežni oblik. Međutim, u stvarnosti se to retko događa. U najboljem slučaju dobiva se poliedar kao kombinacija između ravnotežnih i drugih oblika. U stvarnim uslovima rasta kristala postoje koncentracijske struje, viskozne rastvora, temperaturni gradijenti, visoki stupanj prezasićenosti, uticaj primesa i različiti mehanički uticaji, pa se kristali mogu razviti na bezbroj načina s različitim površinama. Poznati su kristali u obliku iglica, pločica ili sasvim tankih slojeva. 
Kristali izrasli u obliku tankih iglica nazivaju se viskerima. Neki se kristali tokom rasta granaju poput stabljika biljki (dendriti). Kristali mogu narasti i u tankim slojevima. Paralelni rast (epitaksija) nastaje kad kristal jedne materije raste na površini kristala druge materije. Kristal osnovice utiče pri tome na kristalizaciju paralelnog kristala. 

## Kako nastaju pahulje snega
Pahulje snega su svojstven oblik leda koji nastaje u oblacima, takođe jednom obliku vodene pare. Kad je temperatura 0 °C ili niža, voda menja svoje agregatno stanje i prelazi iz tečnog agregatnog stanja u čvrsto agregatno stanje. Manja temperatura znači i manju kinetičku energiju molekula i smanjenje stupnja slobode u njihovom kretanju, pa molekuli imaju dovoljno energije da privlačne sile budu nadvladane, pa struktura postaje čvrsta. Na stvaranje pahuljica utiče nekoliko činilaca osim temperature, poput zračnih struja i vlažnosti, te zrnaca prašine koje mogu pridoneti ukupnom povećanju mase pahuljice i uzrokovati razne napukline u strukturi kristala, a takav je kristal podložniji otapanju.
Obilnije snežne padavine realnije je očekivati pri temperaturama oko 0 °C, pa čak i malo iznad, jer tada u vazduhu ima više vlage. Većina oblaka prolazi kroz proces nazvan ekspanzijsko hlađenje. Masa zraka se diže u više slojeve atmosfere gde se širi zbog manjeg atmosferskog pritiska i pritom istovremeno hladi, čime se smanjuje i količina vodene pare koja se pretvara u oblak. Kad su temperature zraka blizu tla dovoljno niske, ekspanzijsko hlađenje započinje već i sa vrlo niskom količinom vodene pare. To znači da se oblaci koji se stvaraju pri hladnijim atmosferskim prilikama već imaju manje vlage u sebi, odnosno kristala leda. Da bi se mogao stvoriti sneg potrebni su ti sitni kristalići kao klice kristalizacije (istu ulogu mogu imati i sitna zrnca prašine).
Ako je zrak prohladan, ali ne i prehladan, kristali leda počinju stvarati konglomerate koji stvaraju pahuljice. Ako je prehladno, neće nastati pahuljice, nego će kristali imati igličasti oblik. Ne postoji granica najniže temperature pri kojoj će se stvarati kristali leda, ali postoji granica temperature pri kojoj će se stvarati pahuljice. Takav je slučaj čest za Arktik na kojem se ovakva meteorološka pojava naziva ledena magla. Dakle, za sneg može biti prehladno, ali mora biti zaista jako hladno. Ako temperatura pri tlu padne na -20 °C postaje malo vjerojatno da će pasti sneg. 
Uopšteno heksagonalni kristali nastaju u visokoj naoblaci, igličasti ili šesterokutni ravni kristali nastaju u nižoj naoblaci na većem pritisku. Hladnije vrijeme potencira nastanak pahuljica sa oštrijim vrhovima i nastanak dendrita (grana na kristalu). Kristali nastali u toplijim uslovima rastu sporije i manje su razgranati. Takođe nizak pritisak uzrokuje stvaranje manje razgranatih dendrita, jer je dodir među kristalima sveden na veći prostor, tj. gustina je veća. 
Za razliku od kristala leda u snegu, mraz takođe nastaje smrzavanjem vodene pare ili rose, samo što se formira blizu tla. Vrlo čest oblik na snežnim obroncima je površinsko inje. Oni su vrlo očiti po refleksijama svetla sa površina tih sitnih kristala koji se obično brzo tope na sunčevoj svjetlosti:
- od 0 do -4 °C – tanki šesterokutni ravni kristali
- od -4 do -6 °C – igličasti kristali
- od -6 do -10 °C – šuplji stupasti kristali
- od -10 do -12,5 °C – šesterokutni nazubljeni kristali
- od -12,5 do -16 °C - dendriti

Iako izgleda da su kristali snega jednaki sa svih strana, to nije tačno, budući da na oblik kristala deluju promene temperatura, različita zrnca prašine i sl. Istina je da su mnogi kristali simetrični, a razlog je u tome što oblik kristala reflektira raspored molekula vode u kristalu ,koje su međusobno povezane vodoničnim vezama između atoma vodonika i kiseonika, koje tako stvaraju šesterokutne oblike orijentirajući se za vreme kristalizacije tako da se što više smanje odbojne sile između atoma, a privlačne sile čim više ojačaju.

## Spoljašnje veze
- Mindat Manganese Dendrites
- Snow crystals
- Dendritic Solidification
- Dendritic growth in Local-Nonequilibrium Solidification Model